# Tusken

Alcuni sabbipodi alle prese con lo speeder di Luke Skywalker in una scena del quarto episodio della saga

I tusken (detti anche sabbipodi, successivamente predoni tusken, poi predatori tusken) sono un gruppo di indigeni visti nell'universo fantascientifico di Guerre stellari.

## Aspetto
Per proteggersi dai venti violenti e dal caldo opprimente del deserto, i sabbipodi usavano degli abiti color sabbia e delle coperture per la testa. I loro volti erano coperti con maschere che servivano a proteggere la faccia (simile alla maschera antigas). Ai tusken era proibito togliersi i vestiti, se non per speciali occasioni come il matrimonio; la violazione di quella regola portava all'esilio o alla morte.

## Società

### Struttura familiare
I sabbipodi erano organizzati in clan e tribù, dove il clan era composto da venti o trenta membri, e la tribù non aveva limiti. I maschi avevano il ruolo di cacciatori e di protettori, mentre le femmine si prendevano cura dei giovani e degli accampamenti. Dopo aver completato i riti della maturità, i sabbipodi venivano appaiati per il matrimonio in una cerimonia che prevedeva lo scambio di sangue tra il maschio, la femmina e i loro bantha.

### Rituali
Molti rituali contribuivano a tenere la società unita. I sabbipodi adolescenti dovevano passare un rituale conosciuto come "rito di sangue" dove un giovane provava le proprie abilità nella caccia catturando una creatura e torturandola con tecniche per estendere il dolore per settimane prima della morte. Molti sceglievano creature come bantha o wraid del deserto, ma il maggior prestigio veniva riconosciuto a coloro che praticavano la tortura su un essere senziente. L'ultima prova per un adulto era la caccia e l'uccisione di un dragone krayt.

### Lingua
I sabbipodi parlavano una lingua gutturale conosciuta come lingua tusken che produceva nomi lunghi come Grk'Urr'Akk, Grk'kkrs'arr, Orrh Or'Ur e Orr'UrRuuR'R. Esistevano anche nomi corti, come K'Sheek.
Senza lingua scritta, i sabbipodi si basavano sulla storia orale da trasmettere ai discendenti. I cantastorie erano considerati bene e avevano la responsabilità di ricordare la storia di ogni membro del clan. Per i cantastorie apprendisti, la pressione nel memorizzare la storia era intensa: un errore significava la morte. Se un allievo cantastorie riesce a recitare la storia perfettamente, diventa il cantastorie del clan, mentre il vecchio abbandona la sua casa per avventurarsi nel deserto per il resto della vita.

## Tusken noti
- RR'uruurr, attaccò Luke Skywalker nelle pianure Jundland
- Orr Agg R'orr, sparò contro lo sguscio di Teemto Pagalies facendolo finire fuori dalla gara
- URoRRuR'R'R, cacciatore esperto che catturò Luke Skywalker e R2-D2
- Orr'UrRuuR'R, capo clan che si divertiva a sparare ai corridori di sgusci

## Apparizioni
- Star Wars: Episodio I - La minaccia fantasma
- Star Wars: Episodio II - L'attacco dei cloni
- Star Wars: Episodio IV - Una nuova speranza (prima apparizione)
- The Mandalorian
- The Book of Boba Fett

## Star Wars Legends
I tusken acquisirono il proprio appellativo dagli umani, che li chiamavano predoni tusken, a causa di un attacco distruttivo in una delle colonie di Tatooine più recenti. I tusken chiamavano sé stessi "ghorfa".
I sabbipodi abitavano la pianura Jundland e razziavano le comunità vicine. Qualsiasi creatura senziente era soggetta agli attacchi selvaggi dei cacciatori territoriali.
I sabbipodi sono i discendenti dei kunumgah, che molte decine di millenni prima erano una specie molto avanzata tecnologicamente che voleva andare oltre le stelle; al tempo Tatooine era verde e pieno di vita, con vasti oceani e grandi città costruite in tutto il pianeta.
Tatooine e i kunumgah erano potenti nella Forza, cosa che attrasse l'Impero Infinito dei rakata, che schiavizzò e massacrò i kunumgah. Inoltre rapirono molti di loro da usare come batterie per le loro astronavi e portarono via le loro tecnologie per aggiungerle alle loro.
I kunumgah si ribellarono millenni dopo, quando i rakata erano stati indeboliti dalla piaga e dalle guerre civili. Riuscirono a scacciarli, ma i rakata si vendicarono bombardando il pianeta fino a fonderne la superficie, che diventò vetro e in seguito sabbia. Evaporarono gli oceani e il cambiamento climatico causò una evoluzione dei kunumgah, che diventarono ghorfa (antenati dei tusken) e jawa.
Tatooine venne scoperto per la prima volta nel 5.000 BBY. I coloni umani rovinarono la cultura dei ghorfa, prima semi-sedentari, che diventò quella dei sabbipodi vagando per il deserto e costretti a usare vesti molto spesse. L'accaduto ruppe i rapporti dei coloni con i nativi, che da quel momento odiano tutti gli stranieri. Nel 95 BBY, Fort Tusken venne distrutto dai predatori e da quel punto, gli umani chiamarono i sabbipodi con il nome "predatori tusken".
La Crezka corporation impiantò varie colonie minerarie sul pianeta, per l'estrazione di metalli. Le colonie di solito fallivano, a causa dell'opposizione dei tusken e a causa della cattiva qualità del metallo estratto, che tuttavia nessuno riusciva a spiegare, essendo la storia del pianeta sconosciuta ai più. Molte volte appare che Tatooine sia stato colonizzato e poi abbandonato qualche tempo dopo, lasciando un'altra specie a colonizzarlo.
I tusken custodivano gelosamente la loro storia, considerata sacra, che poteva essere narrata solo dal loro sciamano, e, non avendo contatti amichevoli coi coloni, questi non potevano sentirla. Il primo umano ad udire la storia dei tusken fu il Jedi Revan, che riuscì, grazie ad un abile travestimento e alla conoscenza linguistica di HK-47 (unico non tusken conosciuto ad essere in grado di utilizzare la lingua dei sabbipodi) a farsi accettare all'interno di una tribù e farsi raccontare la storia. La storia era traviata ed aveva assunto nel tempo tratti leggendari, ma, con qualche difficoltà legata alla suscettibilità dei tusken riguardo alle loro tradizioni sacre, Revan e HK-47 riuscirono a ricostruire la vera storia che si celava dietro le leggende, dato che la storia era stata fatta millenni dopo l'accaduto e demonizzava i Rakata.
HK-47 spiega un'altra possibilità dove Tatooine stava già venendo trasformato in un deserto per lo sfruttamento eccessivo delle risorse naturali.
I sabbipodi provano un odio profondo per gli stranieri, che arriva dal fatto che gli stranieri usano la tecnologia per rendersi la vita più facile, rompendo il legame per loro sacro con la terra, essendo schiavi delle macchine come i loro antenati, e per il fatto che avevano paura che gli stranieri erano discendenti corrotti della specie rapite dai rakata. I sabbipodi sono ostili con i jawa e umani che vivono Tatooine.
I sabbipodi credevano che i rakata fossero una prova per i loro antenati e che vennero rapiti solo i più disonorevoli tra loro come "punizione".

### Tusken noti nell'Universo espanso
- A'Sharad Hett, Jedi
- Hoar, unico tusken che ha praticato la tecnica Teräs Käsi
- Sharad Hett, Jedi, padre di A'Sharad
- Tahiri Veila, Jedi cresciuta dai sabbipodi

### Apparizioni nell'Universo espanso
- Star Wars: Bounty Hunter
- Star Wars: Knights of the Old Republic
- Star Wars Republic: Outlander
- Tatooine Ghost
- Children of the Jedi
- Darksaber
- Star Wars: Jedi Knight: Jedi Academy
- Star Wars: Battlefront
- Star Wars: Battlefront II
- Star Wars: L'Impero in guerra
- Junior Jedi Knights: Promises
- Star Wars: Il potere della Forza
- Disney Infinity 3.0 capitoli: Il crepuscolo della Repubblica, Insieme contro l'Impero